# Katla
Katla és un volcà actiu al sud d'Islàndia, i un dels volcans més poderosos dels món, que es troba en gran part sota la glacera de Mýrdalsjökull. La darrera vegada que va entrar en erupció va ser el 1918. La seva altitud és de 1512 m. És a l'est de la glacera i també volcà d'Eyjafjallajökull que va entrar en erupció el març del 2010 i no es descarta que, aquest fet provoqui l'erupció del volcà Katla.
El diàmetre del seu cràter és de 10 km i normalment entra en erupció cada 40–80 anys. Una petita erupció del 1955, que va ser l'última, no trencà però la capa de gel. Des de l'any 930 (data de la colonització humana d'Islàndia), s'han documentat 16 erupcions. El canó Eldgjá és part del mateix sistema volcànic. Es creu que va ser el Katla la font de la capa de cendra de fa 10.600 anys que es troba a nombrosos llocs com Noruega, Escòcia i l'Atlàntic Nord.
En el punt àlgid de l'erupció de l'any 1755 s'ha estimat que es van vessar 200.000–400.000 metres cúbics per segon, comparable a l'aigua descarregada, combinada, dels rius Amazones, Mississipi, Nil i Iang-Tsé (266.000 metres cúbics).

## Galeria

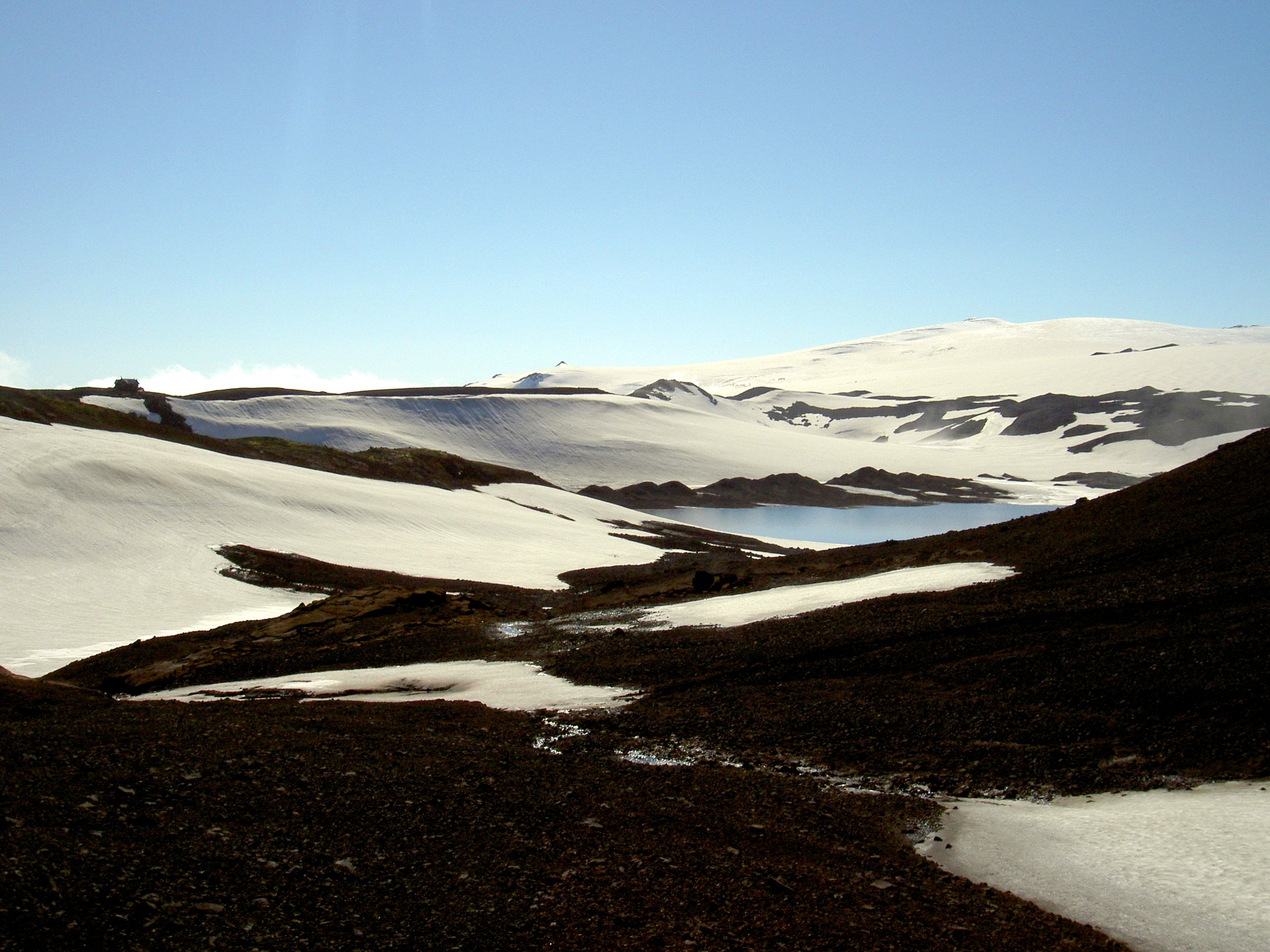
Glacera de Myrdalsjökull sota la qual es troba el volcà Katla.
Sistema de volcans Eyjafjöll-Katla.